# Юхновський Олег Іванович
Оле́г Іва́нович Юхно́вський (нар. 17 вересня 1962, село Коритувата, Вінницька область) — український політик, громадський діяч, депутат Верховної Ради України 3-го та 4-го скликань, кандидат сільськогосподарських наук, Заслужений працівник сільського господарства України, Кавалер Ордену  Сільськогосподарських Заслуг Франції. Голова Комітету підприємців АПК при ТПП України. Президент ВГО «Союз виробників харчової промисловості».

## Освіта
Українська сільськогосподарська академія (1979-1984), інженер-механік.
Аспірантура Інституту цукрових буряків УААН (2000 - 2004).

## Кар'єра
Після закінчення Української сільськогосподарської академії повернувся у рідне господарство. Пройшов шлях від інженера до голови правління АТ „Самгородоцьке” (08.1984 – 04.1998). Двічі обирався депутатом Верховної Ради України (04.1998 - 04.2006). Працював секретарем Комітету Верховної Ради України з питань аграрної політики та земельних відносин і першим заступником голови Комітету. Із 2006 року займається громадською діяльністю як Президент Союзу виробників харчової промисловості і Голова Комітету підприємців АПК при Торгово-промисловій палаті України на постійній основі. 

## Парламентська діяльність
Як автор і співавтор розробив понад 100 законів. Серед них – базовий “Про державну підтримку сільського господарства України”, про систему оподаткування сільськогосподарських підприємств, підтримки розвитку галузей АПК (цукрової, оліє-жирової), пенсійного забезпечення селян та ін. За рейтингом недержавного видання “Грушевського,5"  О.І. Юхновський потрапив до сотні найкращих законотворців Верховної Ради за всю історію незалежності України. Рейтинг склали за кількістю ухвалених законопроєктів.[джерело?]

## Нагороди
Нагороджений Почесною грамотою Верховної Ради України (2002 р.). Удостоєний почесного звання "Заслужений працівник сільського господарства України" (2004 р.). Кавалер Ордену  Сільськогосподарських Заслуг Франції  (2021р.). 